# Revigny-sur-Ornain
Revigny-sur-Ornain ist eine französische Gemeinde im Département Meuse in der Region Grand Est (bis 2015 Lothringen). Sie gehört zum Arrondissement Bar-le-Duc und zum Kanton Revigny-sur-Ornain.

## Geographie
Revigny-sur-Ornain liegt etwa 15 Kilometer nordwestlich von Bar-le-Duc am Fluss Ornain und an der Nausonce, die hier in die Chée  einmündet.
Umgeben wird Revigny-sur-Ornain von den Nachbargemeinden Brabant-le-Roi im Norden, Laimont im Nordosten, Neuville-sur-Ornain im Osten, Vassincourt im Südosten, Mognéville und Andernay im Süden, Contrisson im Südwesten, Rancourt-sur-Ornain im Westen sowie Vroil und Nettancourt im Nordwesten.

## Bevölkerung
Die Gemeinde hat 2600 Einwohner (Stand: 1. Januar 2022). Die Einwohner werden Revinéens genannt.
Entwicklung der Einwohnerzahl
| Jahr      | 1962 | 1968 | 1975 | 1982 | 1990 | 1999 | 2006 | 2011 | 2019 |
| Einwohner | 3287 | 3955 | 4077 | 4054 | 3528 | 3660 | 3261 | 3051 | 2802 |

## Sehenswürdigkeiten

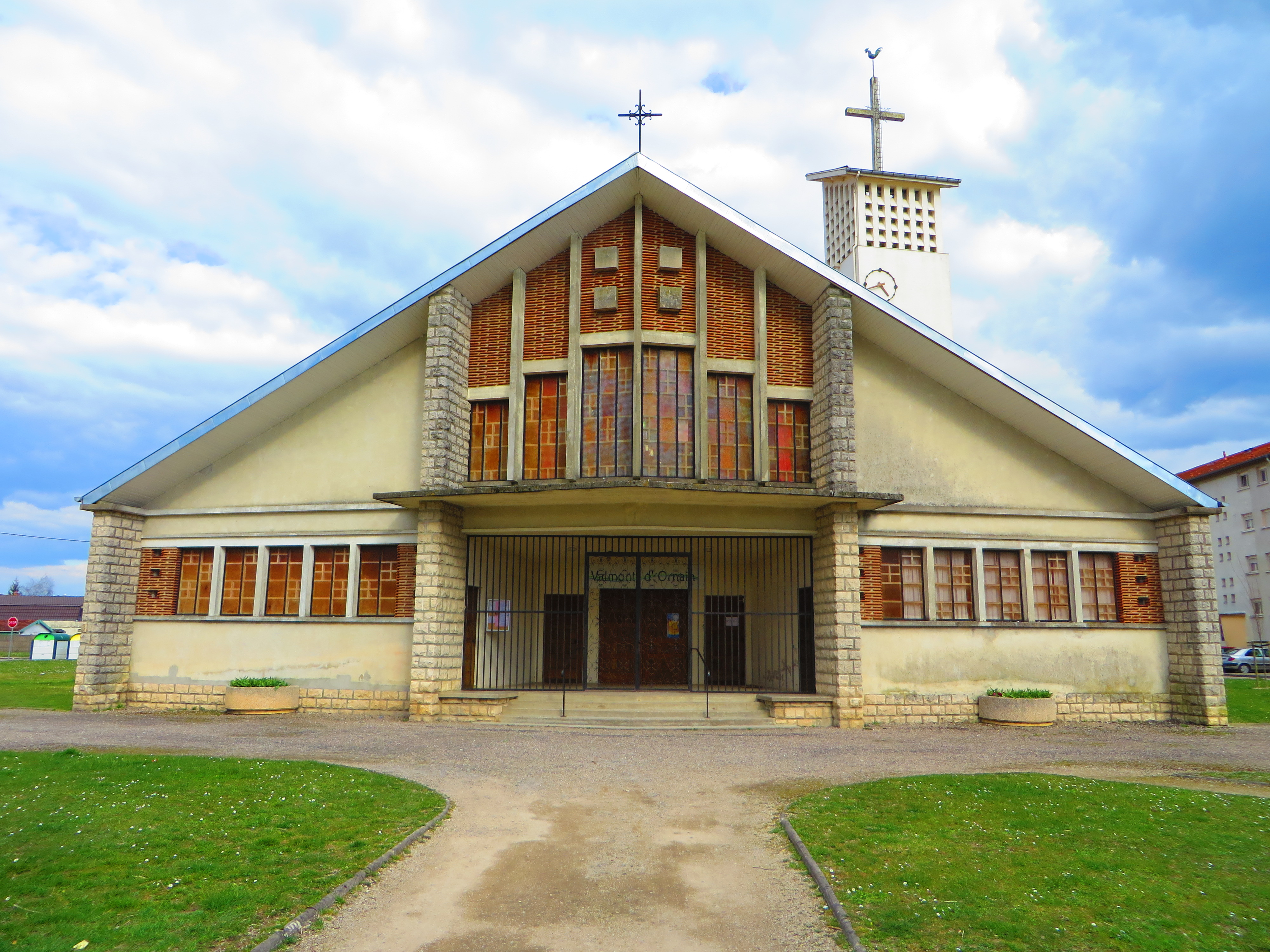
Kirche Saint-Pierre-et-Saint-Paul, Monument historique
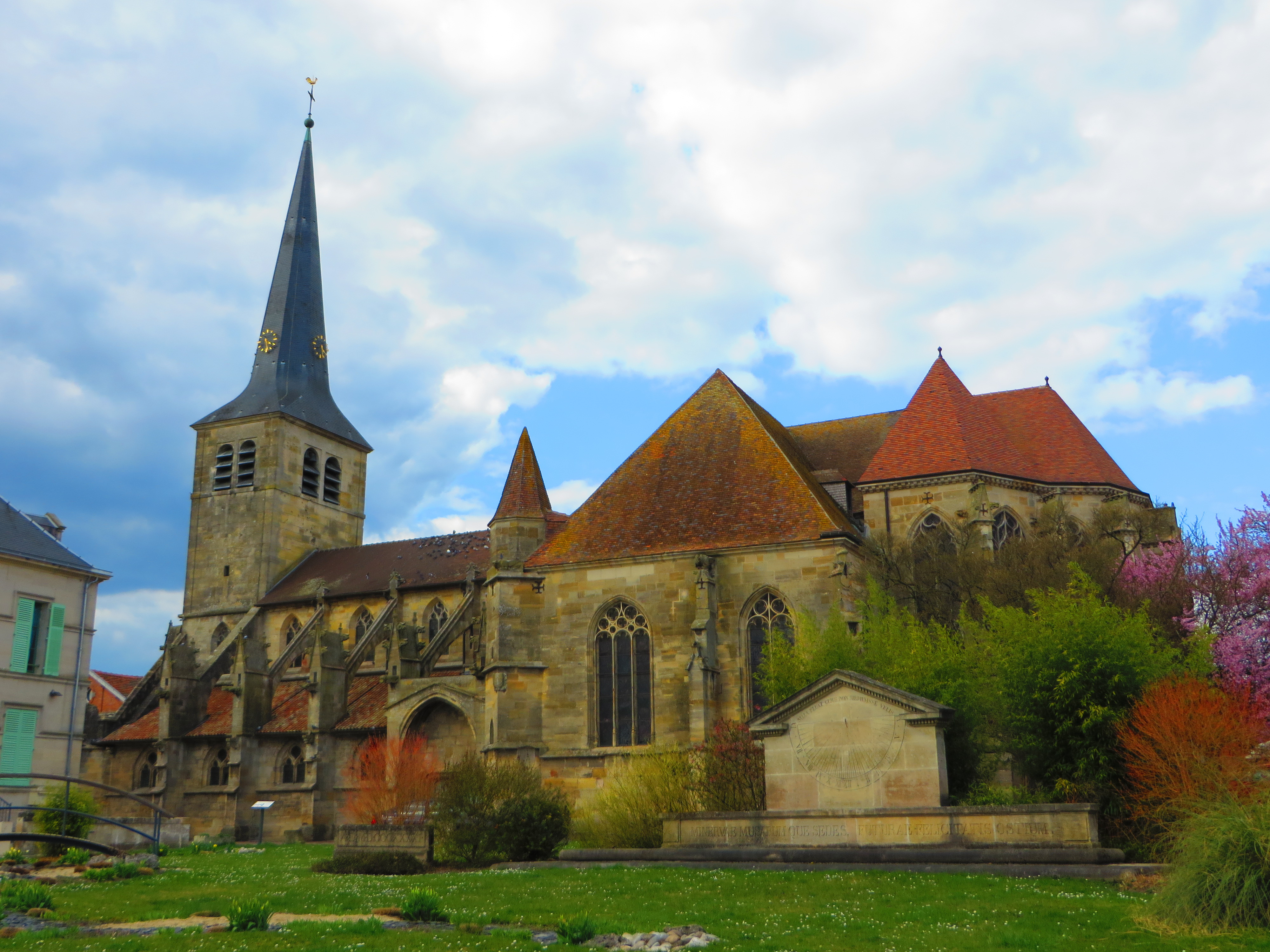
Kirche Saint-Joseph
- Kapelle Notre-Dame de Grâce
- Rathaus
- Haus Dargent

- Kirche Saint-Joseph
- Kirche Saint-Pierre-et-Saint-Paul

## Verkehr
Durch die Gemeinden führen die früheren Route nationale 394 und 395.

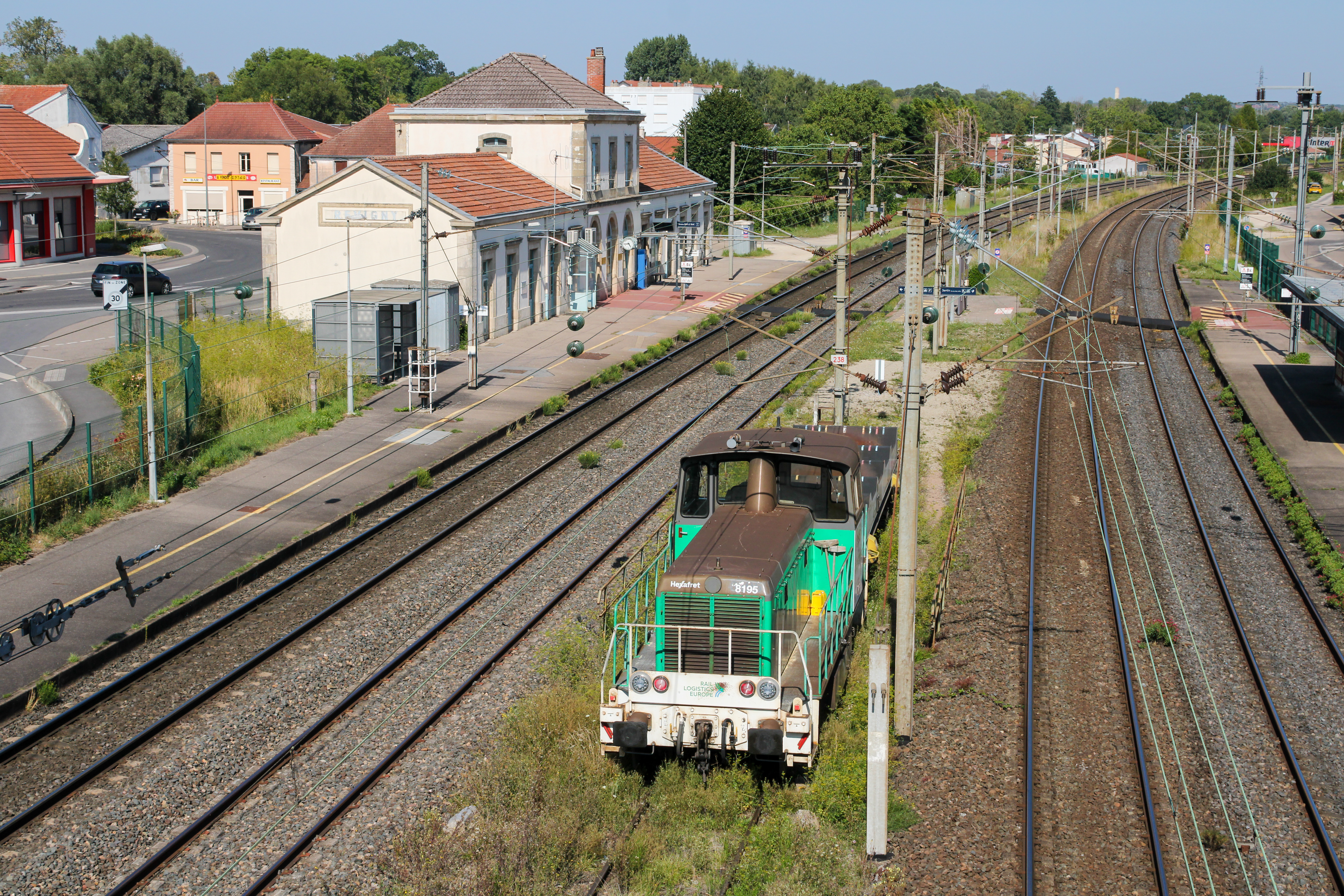
Bahnhof Revigny-sur-Ornain mit abgestellter Lokomotive

Im Bahnhof von Revigny-sur-Ornain halten nur einzelne Züge der TER-Linie Nancy – Reims. Der TER Vallée de la Marne von Bar-le-Duc nach Paris fährt in Revigny ohne Halt durch.
Im Bahnhof von Revigny-sur-Ornain ereignete sich am 12. November 1946 ein schwerer Eisenbahnunfall. 31 Menschen starben, unter ihnen etwa die Hälfte Schulkinder. Alle Toten waren Einwohner von Revigny-sur-Ornain. 

## Persönlichkeiten
- Jacques de Révigny (1230/40–1296), Bischof von Verdun
- Jean-Louis-François Fauconnet (1750–1819), Kavalleriegeneral
- Pierre Gaxotte (1895–1982), Historiker und Journalist